# Ktenostreptus costulatus
Ktenostreptus costulatus är en mångfotingart som beskrevs av Carl Graf Attems 1913. Ktenostreptus costulatus ingår i släktet Ktenostreptus och familjen Harpagophoridae. Inga underarter finns listade i Catalogue of Life.